# FUDGE
FUDGE (Freeform, Universal Do-it-yourself Gaming Engine) — свободная универсальная настраиваемая игровая система ролевых игр, разработанная и написанная[когда?] Стеффаном О’Салливаном, автором нескольких приложений для GURPS. Идеально подходит как для ознакомления с ролевыми играми, так и для опытных игроков.

## Название FUDGE
Когда задумка О’Салливана обрела чёткие формы, необходимо было найти элегантное и забавное название для новой системы. Изначально Стеффаном О’Салливаном было взято название SLUG («слизняк», Simple Laid-back Universal Game). Однако затем было принято решение заменить название на FUDGE, так как оно лучше отражало идею системы и было забавным (FUDGE переводится, как «чепуха»).

## Принцип FUDGE
В FUDGE персонаж описывается набором параметров, умений и талантов, которые описываются семью значениями (3dF): супер, отлично, хорошо, нормально, посредственно, плохо и ужасно. Соответственно, в FUDGE персонажа можно описать довольно логично и понятно — он хороший стрелок или посредственный повар (вместо обычного для иных систем «у него три очка в умении стрельбы» или «пять рангов в готовке»). Тем не менее, каждой из этих ступений соответствует численное значение от −4 до +4 (4dF: Abysmal, Terrible, Poor, Mediocre, Fair, Good, Great, Superb, Legendary).
Следует отметить, что в зависимости от вашего желания можно не использовать параметры, умения или таланты, а также использовать что-то одно или вообще назвать это по-другому. Более того список того, чем описывается персонаж может быть любым, в зависимости от избранного сеттинга, желания ведущего и остальных игроков.
В FUDGE используется четыре модифицированных шестигранных кости, параллельные грани кубиков выкрашены попарно в зелёный, белый и красный цвета (два положительных значения, два нулевых и отрицательные значения). Такие кости называются dF и стандартный бросок для игры — это 4dF (четыре таких кубика). Выпадение зелёной грани означает +1, белой — 0 и красной — −1.
Таким образом результат броска можно описать теми же словами, что и параметры персонажа — от крайне ужасно(-4) до легендарно (+4).
Когда персонаж желает что-либо сделать, ведущий назначает сложность (от ужасно — что-то нереально простое до супер — какой-то подвиг, чаще всего — нормальный), Успех действия определяется суммой Навыка персонажа и броска кубиков.
Например, персонаж желает забраться на дерево. Ведущий решает, что это относительно удобное для таких целей дерево и назначает нормальный уровень сложности. Навык «лазанье» у персонажа, допустим, хороший и он бросает кубик. Выпадает −2 и выходит что персонаж попытался сделать это посредственно, и ведущий сообщает, что он сколько не пытался, так и не смог достать до удобной ветки. Если бы выпало хотя бы 0, то действие бы получилось. Но если это было бы не дерево, а гладкий столб, то уровень сложности был бы хороший или даже выше.